# قورباغه چشم‌زمردی
قورباغه چشم‌زمردی (نام علمی: Leptobrachium bompu) نام یک گونه از تیره قورباغه‌های خاشاک است. این گونه برای اولین بار در سال ۲۰۱۱ میلادی کشف و نامگذاری شد. این گونه در ایالت آروناچال پرادش در شمال شرق هند یافت می‌شود.